# M. Visvesvaraya
Mokshagundam Visvesvaraya, más conocido como Sr MV (Muddenahalli, 15 de septiembre de 1860-Mysore, 12 de abril de 1962) fue un ingeniero indio, académico, estadista y diwan de Mysore de 1912 a 1918. Recibió el honor más alto de la República de la India, el Bharat Ratna, en 1955. Fue nombrado Caballero comendador del Imperio Indio Británico (KCIE) por el rey Jorge V por sus contribuciones de bienestar público. El 15 de septiembre es celebrado como el día del ingeniero en la India en su honor. Se le estima como ingeniero preeminente de la India. Fue el ingeniero jefe responsable de la construcción de la presa Krishna Raja Sagara en Mysore y diseñador jefe del sistema de protección contra inundaciones para la ciudad de Hyderabad.

## Primeros años
Nació el 15 de septiembre de 1860 en una familia telugu Brahmin, hijo de Mokshagundam Srinivasa Shastry y Venkatalakshmamma, en el pueblo de Muddenahalli, distrito de Chikkaballapur (separado del distrito de Kolar), estado de Mysore (hoy Karnataka). Su padre fue un destacado estudioso del sánscrito.
Sus ancestros procedían de Mokshagundam, una pequeña aldea entre Giddaluru y Podili en la carretera estatal 53, en el distrito de Prakasam de Andhra Pradesh. Perdió a su padre a los doce años de edad. Asistió a la escuela primaria en Chikballapur y continuó en la preparatoria de Bangalore. Obtuvo su licenciatura en Artes en 1881 en el Central College de Bangalore, en su momento afiliada a la Universidad de Madrás y después estudió Ingeniería Civil en la prestigiosa Facultad de Ingeniería de Pune.
Aceptó un trabajo en el Departamento de Obras Públicas (PWD) de Bombay y luego fue invitado a unirse a la Comisión de Irrigación de India. Implementó un sistema de riego extremadamente complejo en el área de Decán.
También diseñó y patentó un sistema de compuertas automáticas para represas que se instalaron en 1903 en el embalse Khadakvasla cerca de Pune. Estas compuertas se emplearon para elevar el nivel de suministro del almacenamiento en el depósito al nivel más alto que probablemente se alcanzaría sin causar ningún daño a la presa. Sobre la base del éxito de estas puertas, se instaló el mismo sistema en la presa Tigra en Gwalior y en la presa Krishna Raja Sagara (KRS) en Mandya, Karnataka.
En 1906 el gobierno de la India lo envió a Adén para estudiar su sistema de suministro de agua y drenaje. El proyecto elaborado por él se implementó con éxito.

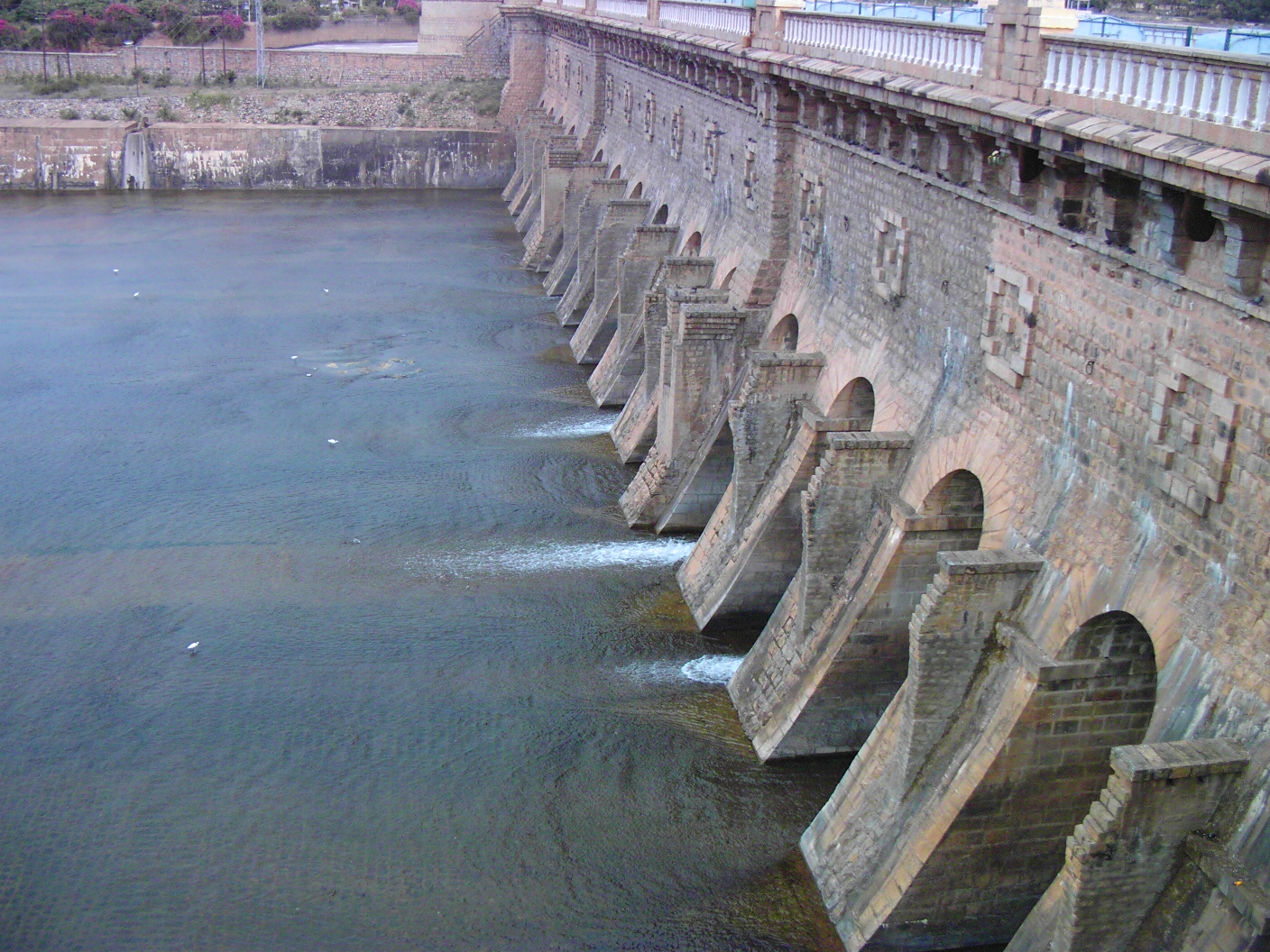
Represa Krishna Raja Sagara, en Karnataka, India

Alcanzó el estatus de celebridad cuando diseñó un sistema de protección contra inundaciones para la ciudad de Hyderabad. Jugó un papel decisivo en el desarrollo de un sistema para proteger el puerto de Visakhapatnam de la erosión del mar. Supervisó la construcción de la presa Krishna Raja Sagara a través del río Kaveri desde la concepción hasta la inauguración. Esta presa creó el embalse más grande de Asia cuando se construyó. 

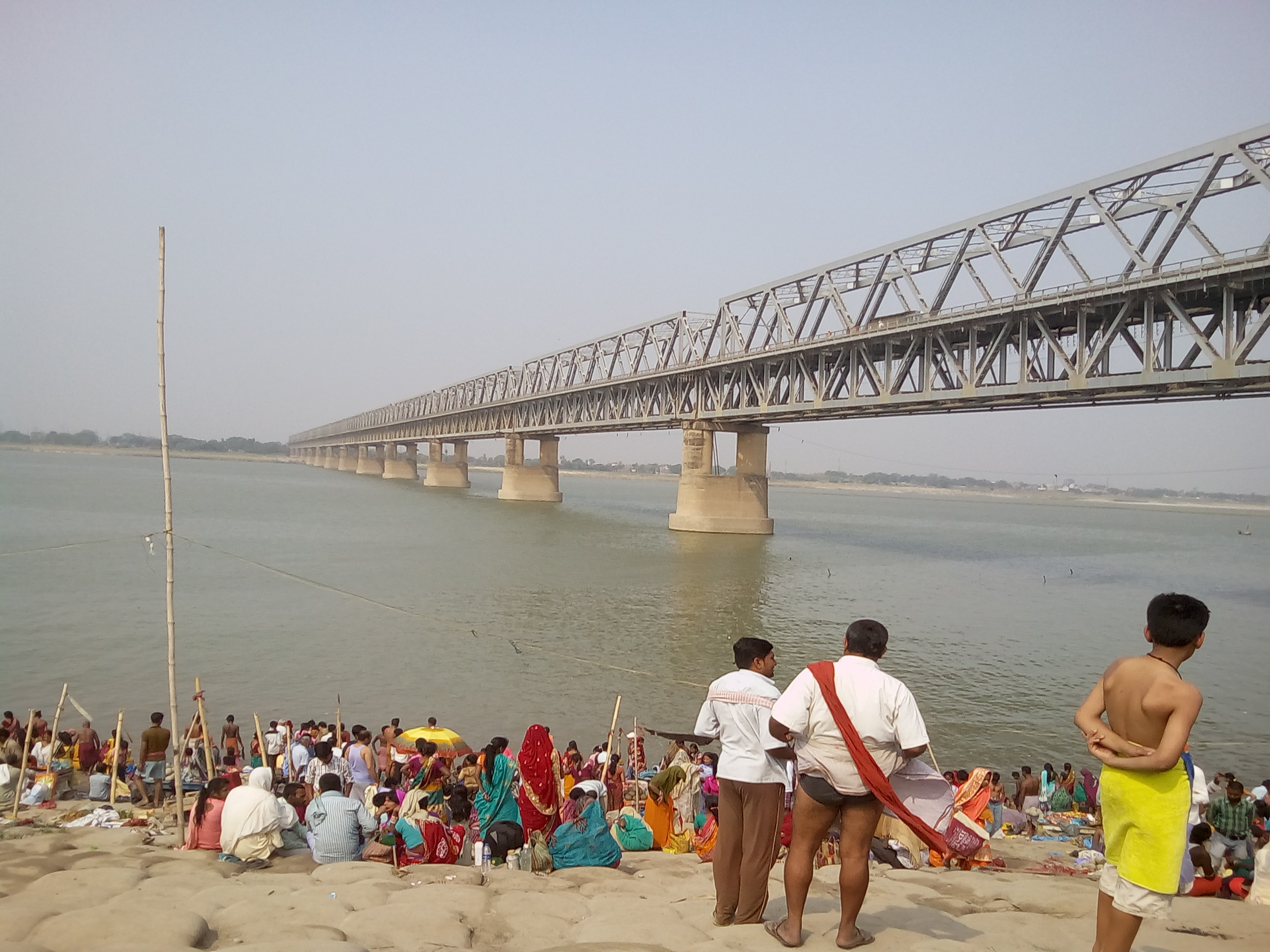
Rajendra Setu, también conocido como puente Mokama, en Simaria.

M. Visvesvaraya dio su valioso asesoramiento técnico para la ubicación del puente Rajendra Setu sobre el río Ganges en el estado de Bihar. Tenía más de noventa años cuando emprendió este trabajo.
Fue llamado «Padre del estado moderno de Mysore»: durante su servicio con el gobierno del estado de Mysore, fue responsable de la fundación (bajo el patrocinio del gobierno) de Mysore Soap Factory,  Parasitoid Laboratory, Mysore Iron & Steel Works (ahora conocida como Visvesvaraya Iron and Steel Plant) en Bhadravati, el Instituto Politécnico Sri Jayachamarajendra, la Universidad de Ciencias Agrícolas de Bangalore, el Banco Estatal de Mysore, el Century Club, la Cámara de Comercio e Industria de Mysore, la Facultad de Ingeniería de la Universidad Visvesvaraya en Bangalore y muchas otras empresas industriales. Fomentó la inversión privada en la industria durante su mandato como diwan de Mysore. Jugó un papel decisivo en la elaboración del plan para la construcción de la carretera entre Tirumala y Tirupati. Era conocido por su sinceridad, gestión del tiempo y dedicación a una causa. La imprenta The Bangalore Press y el Banco Estatal de Mysore se establecieron durante su mandato. Una parte muy importante de su naturaleza fue el amor por su lengua materna, el canarés. Creó el Kannada Sahitya Parishat (Consejo Literario Canarés) para promover el idioma y su literatura. Quería que los seminarios para los partidarios del canarés fueran instituidos y llevados a cabo en ese mismo idioma.

### Línea del tiempo laboral
- Ingeniero asistente en Bombay, 1885; servicio en Nasik, Khandesh (principalmente en Dhule) y Pune.
- Servicios prestados al municipio de Sukkur, Sind, 1894; diseño y ejecución de obras hidráulicas para el municipio.
- Ingeniero ejecutivo, Surat, 1896.
- Ingeniero superintendente asistente, Pune, 1897–1899; visitó China y Japón, 1898.
- Ingeniero ejecutivo de irrigación, Pune, 1899.
- Ingeniero Sanitario en Bombay y miembro de la Junta de Sanidad, 1901; prestó testimonio ante la Comisión de Irrigación de la India.

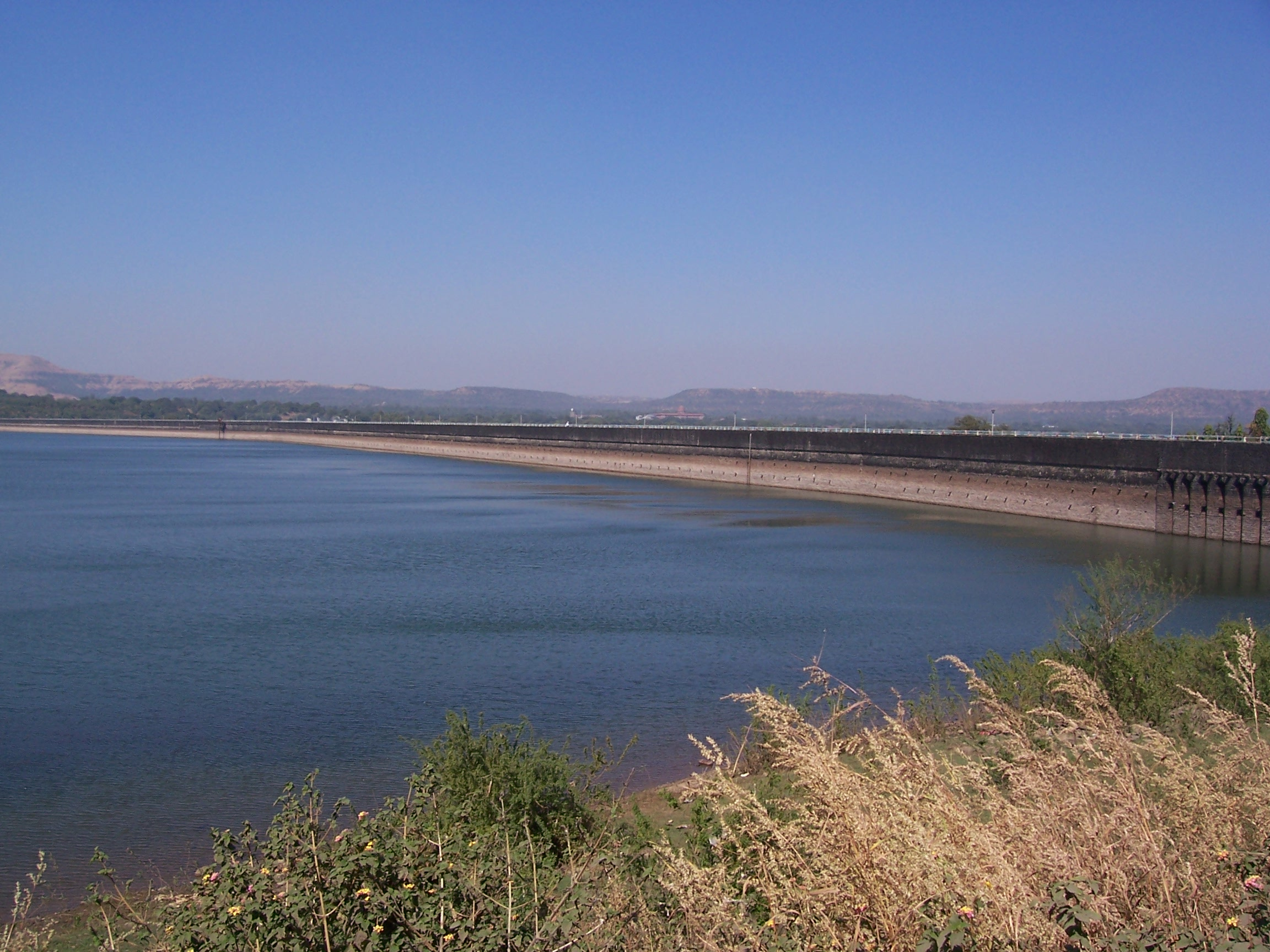
Represa Khadakwasla, antes denominada Fife Lake Storage Reservoir.

- Diseño y construcción de las puertas automáticas patentadas por él en Fife Lake Storage Reservoir, luego denominada represa Khadakwasla, en el río Mutha, en Maharashtra.[9][10] Introdujo un nuevo sistema de irrigación conocido como «Block System», 1903; representó al gobierno de Bombay en la Comisión de Irrigación de Shimla, 1904; en servicio especial, 1905.
- Ingeniero superintendente, 1907; visitó Egipto, Canadá, Estados Unidos y Rusia, 1908.
- Ingeniero consultor del estado de Hyderabad, supervisó y llevó a cabo trabajos de ingeniería en el río Musi después de la gran inundación de Musi del año anterior; 1909.
- Se retiró del servicio británico, 1909.
- Ingeniero Jefe y Secretario del Gobierno de Mysore, 1909.
- Diván de Mysore, Departamento de Obras Públicas y Ferrocarriles, 1913.
- Consejo de Administración de Tata Steel, 1927-1955.[11][12][13]

## Diván de Mysore

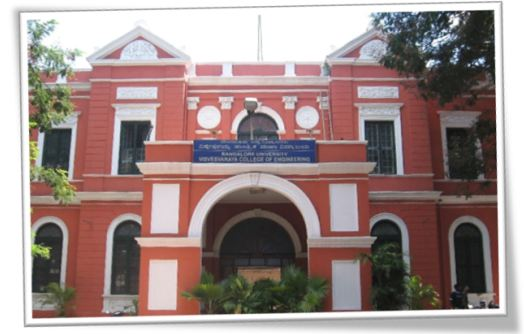
Facultad de Ingeniería de la Universidad Visvesvaraya.

Después de optar por la jubilación voluntaria en 1909, realizó una gira por el extranjero para estudiar las naciones industrializadas. Luego, durante un breve período, trabajó para el Nizam de Hyderabad. Sugirió medidas de alivio de inundaciones para Hyderabad, que estaba bajo constante amenaza por el río Musi. En noviembre de 1909, fue nombrado ingeniero jefe del estado de Mysore. Además, en 1912, fue nombrado Diván de Mysore y sirvió durante siete años. Con el apoyo de Krishna Raja Wadiyar IV, maharajá del Reino de Mysore, contribuyó al desarrollo general de Mysore. Jugó un papel decisivo en la fundación de Government Engineering College en Bangalore en 1917, uno de los primeros institutos de ingeniería de India. Esta institución fue posteriormente nombrada Facultad de Ingeniería de la Universidad Visvesvaraya. Encargó varias líneas ferroviarias nuevas en el estado de Mysore.

### Premios y honores

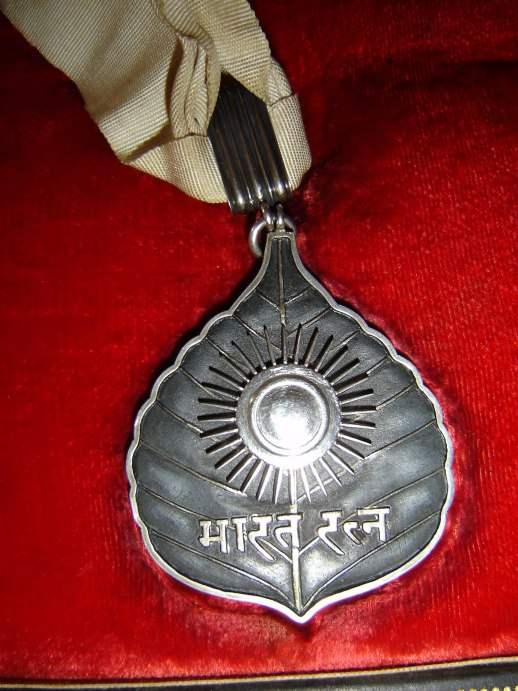
Galardón civil Bharat Ratna.

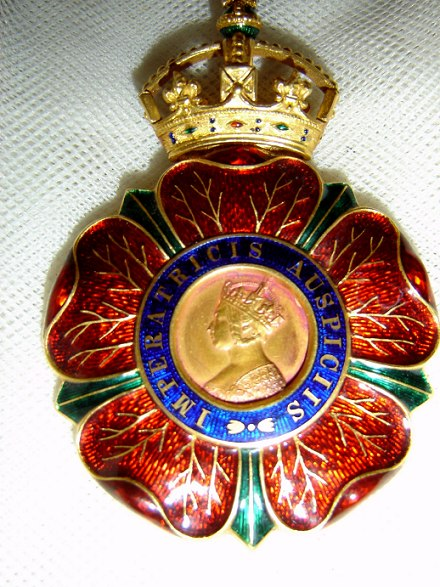
Caballero Comendador de la Orden del Imperio de la India.

Fue designado Compañero de la Orden del Imperio de la India (CIE) en 1911. En 1915, mientras era diván de Mysore, fue nombrado Caballero Comendador de la Orden del Imperio de la India (KCIE) por sus contribuciones al bien público. Después de la independencia de la India, se le otorgó el más alto honor de la nación, el Bharat Ratna, en 1955; fue nombrado miembro honorario de la Institution of Civil Engineers de Londres; miembro (fellowship) del Indian Institute of Science de Bangalore; y varios títulos honoríficos que incluyen doctor en Ciencias, doctor en Derecho y doctor en Letras de ocho universidades de la India. Fue presidente de la décima sesión del Congreso de Ciencias de la India en 1923 celebrada en Lucknow.

### Reconocimiento
Ha recibido el reconocimiento en diversos campos, especialmente en educación e ingeniería. La Universidad Tecnológica Visvesvaraya en Belagavi (a la que están afiliadas la mayoría de las Facultades de Ingeniería en Karnataka) fue nombrada en su honor, así como también universidades prominentes como la Facultad de Ingeniería de la Universidad Visvesvaraya y el Instituto de Tecnología Sir M. Visvesvaraya, ambas en Bangalore, y el Instituto Nacional de Tecnología Visvesvaraya, en Nagpur. La Facultad de Ingeniería de Pune, su alma mater, erigió una estatua en su honor. El Museo Industrial y Tecnológico Visvesvaraya en Bangalore recibe su nombre en su honor. Dos estaciones de metro en la India llevan su nombre, una en la Línea Púrpura (estación «Sir M. Visvesvaraya») de Bangalore y otra en la Línea Rosa («Sir Visvesvaraya Moti Bagh»), en Nueva Delhi.

### Conmemoraciones en Muddenahalli

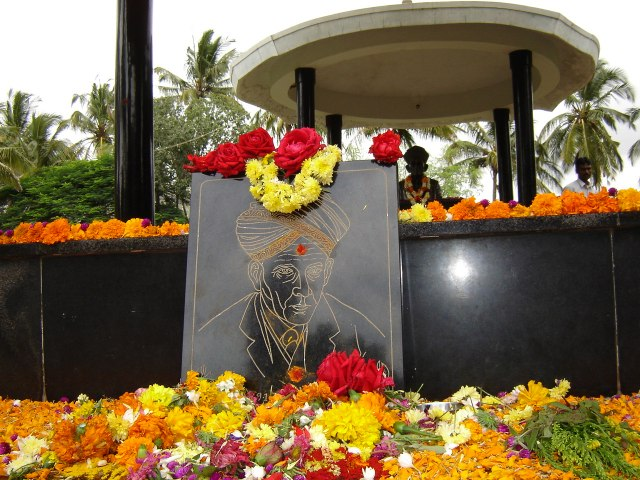
Memorial en la casa de Visvesvaraya, en Muddenahalli.

Visvesvaraya National Memorial Trust administra un monumento conmemorativo de Visvesvaraya en su lugar de nacimiento, Muddenahalli. El memorial exhibe sus premios, títulos y pertenencias personales, incluyendo su sala de estar, anteojos, tazas, libros y bloque con el que se imprimieron sus tarjetas de visita. Se exhiben maquetas de la presa Krishna Raja Sagar, cuya construcción diseñó y supervisó Visvesvaraya. El monumento está adyacente a su casa, que fue remodelada y considerada como un templo por los lugareños.

## Obras
- Visvesvaraya, M. (1917). Speeches: 1910-11 to 1916-17. Bangalore: Printed at the Government Press. OCLC 6258388.
- ———————— (1920). Reconstructing India. Londres: P.S. King. OCLC 845112513.
- ———————— (1932). Unemployment in India; its causes and cure. Bangalore: Bangalore Press. OCLC 14348788.
- ———————— (1936). Planned economy for India. Bangalore, India: Bangalore Press. OCLC 63942727.
- ———————— (1960). A brief memoir of my complete working life. Bangalore: Government Press. OCLC 48667298.
- ———————— (1960). Memoirs of my working life. Nueva Delhi: Publications Division, Ministry of Information and Broadcasting, Government of India. OCLC 19211527.